# Sillars
Sillars [silaʁ] est une commune du centre-ouest de la France, située dans le département de la Vienne (région Nouvelle-Aquitaine).
Ses habitants s’appellent les Sillarois et les Sillaroises.

## Géographie
Sillars est une commune rurale.

### Localisation
La superficie de la commune, 6 079 hectares, est l'une des plus étendues du département de la Vienne, puisqu'elle se situe en dixième position. Elle s'étend du nord au sud sur près de 12 km et d'est en ouest sur 6 km.
La commune est proche du parc naturel régional de la Brenne.

### Communes limitrophes
| Chapelle-Viviers    |         | Pindray      |
| Lussac-les-Châteaux | Sillars | Montmorillon |
| Persac              |         | Saulgé       |

### Géologie et relief
Le terroir se compose :
- de terres de brandes pour 47 %, de terres fortes pour 14 %, de bornais pour 6 % et d'argile à silex peu profonde pour   3 % sur les plateaux du Seuil du Poitou,
- de groies dolomitiques pour 29 % dans les plaines calcaires. La dolomite est un minéral où le calcium est associé à du magnésium. Le substrat ainsi constitué est très meuble et donne, par altération, un sol sableux et calcaire, très perméable où se développe une flore particulière. Le calcaire dolomitique a fait l’objet d’une intense exploitation. Il a été, en effet, utilisé comme amendement agricole depuis longtemps.

Il y a une carrière en activité sur la commune de Sillars.

### Hydrographie
La commune est traversée par Les Grands Moulins sur une longueur de 8,8 km.

### Climat
Pour des articles plus généraux, voir Climat de la Nouvelle-Aquitaine et Climat de la Vienne.
Historiquement, la commune est exposée à un climat océanique du nord-ouest.  
En 2020, Météo-France publie une typologie des climats de la France métropolitaine dans laquelle la commune est exposée à un climat océanique altéré et est dans la région climatique Poitou-Charentes, caractérisée par un bon ensoleillement, particulièrement en été et des vents modérés.
Pour la période 1971-2000, la température annuelle moyenne est de 11,8 °C, avec une amplitude thermique annuelle de 15 °C. Le cumul annuel moyen de précipitations est de 789 mm, avec 11,6 jours de précipitations en janvier et 6,8 jours en juillet. Pour la période 1991-2020, la température moyenne annuelle observée sur la station météorologique la plus proche, située sur la commune de Montmorillon à 8 km à vol d'oiseau, est de 12,5 °C et le cumul annuel moyen de précipitations est de 781,8 mm,. Pour l'avenir, les paramètres climatiques de la commune estimés pour 2050 selon différents scénarios d’émission de gaz à effet de serre sont consultables sur un site dédié publié par Météo-France en novembre 2022.

## Urbanisme

### Typologie
Au 1er janvier 2024, Sillars est catégorisée commune rurale à habitat très dispersé, selon la nouvelle grille communale de densité à sept niveaux définie par l'Insee en 2022.
Elle est située hors unité urbaine. Par ailleurs la commune fait partie de l'aire d'attraction de Montmorillon, dont elle est une commune de la couronne,. Cette aire, qui regroupe 18 communes, est catégorisée dans les aires de moins de 50 000 habitants,.

### Voies de communication et transports
Les gares les plus proches de Sillars se trouvent à :
- Lussac-les-Châteaux à 4,8 km ;
- Montmorillon à 9,20 km ;
- Lathus-Saint-Rémy à 22 km ;
- Bellac à 42,5 km.

L'aéroport le plus proche est l'aéroport de Poitiers-Biard qui est situé à 52 km.

### Risques majeurs
Le territoire de la commune de Sillars est vulnérable à différents aléas naturels : météorologiques (tempête, orage, neige, grand froid, canicule ou sécheresse), feux de forêts, mouvements de terrains et séisme (sismicité faible). Il est également exposé à deux risques technologiques, le transport de matières dangereuses et le risque nucléaire. Un site publié par le BRGM permet d'évaluer simplement et rapidement les risques d'un bien localisé soit par son adresse soit par le numéro de sa parcelle.

#### Risques naturels
Sillars est exposée au risque de feu de forêt. En 2014, le deuxième plan départemental de protection des forêts contre les incendies (PDPFCI) a été adopté pour la période 2015-2024. Les obligations légales de débroussaillement dans le département sont définies dans un arrêté préfectoral du 29 mai 2015,, celles relatives à l'emploi du feu et au brûlage des déchets verts le sont dans un arrêté permanent du 24 mai 2015,.

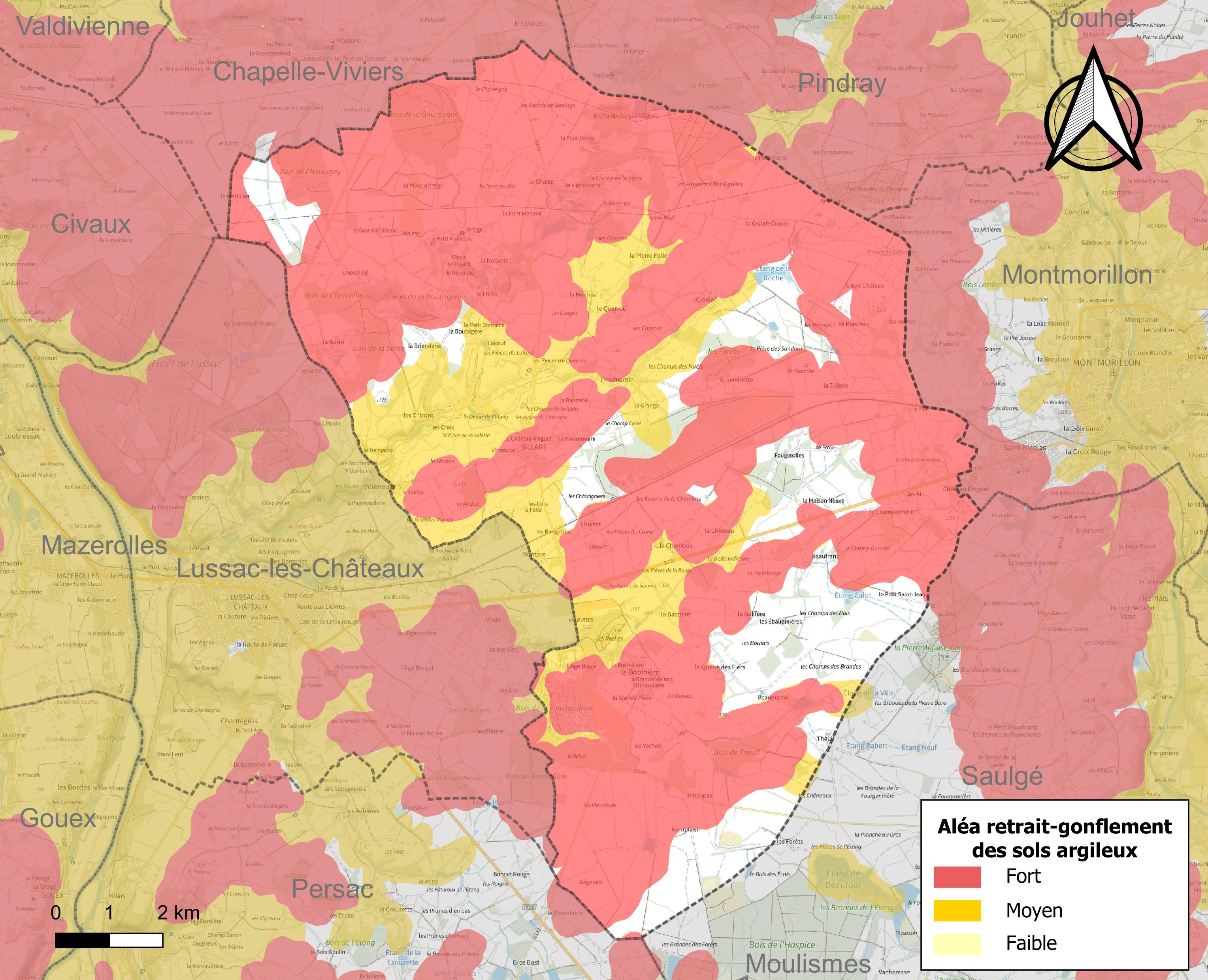
Carte des zones d'aléa retrait-gonflement des sols argileux de Sillars.

Les mouvements de terrains susceptibles de se produire sur la commune sont des affaissements et effondrements liés aux cavités souterraines (hors mines) et des tassements différentiels. Afin de mieux appréhender le risque d’affaissement de terrain, un inventaire national permet de localiser les éventuelles cavités souterraines sur la commune. Le retrait-gonflement des sols argileux est susceptible d'engendrer des dommages importants aux bâtiments en cas d’alternance de périodes de sécheresse et de pluie. 84 % de la superficie communale est en aléa moyen ou fort (79,5 % au niveau départemental et 48,5 % au niveau national). Depuis le 1er octobre 2020, en application de la loi ÉLAN, différentes contraintes s'imposent aux vendeurs, maîtres d'ouvrages ou constructeurs de biens situés dans une zone classée en aléa moyen ou fort,.
La commune a été reconnue en état de catastrophe naturelle au titre des dommages causés par les inondations et coulées de boue survenues en 1982, 1983, 1999 et 2010, par la sécheresse en 1995, 2003, 2005, 2011, 2016, 2018 et 2019 et par des mouvements de terrain en 1999 et 2010.

#### Risque technologique
La commune étant située dans le périmètre du plan particulier d'intervention (PPI) de 20 km autour de la centrale nucléaire de Civaux, elle est exposée au risque nucléaire. En cas d'accident nucléaire, une alerte est donnée par différents médias (sirène, sms, radio, véhicules). Dès l'alerte, les personnes habitant dans le périmètre de 2 km se mettent à l'abri. Les personnes habitant dans le périmètre de 20 km peuvent être amenées, sur ordre du préfet, à évacuer et ingérer des comprimés d’iode stable,,.

## Histoire
En 1938-1939, un camp destiné à accueillir les réfugiés espagnols est construit, par des réfugiés. Long de 2 500 m d’est en ouest, large de 700 m du nord au sud à l’ouest et de 300 m à l’est, il s’étend sur 180 ha, à l’est du bourg de Sillars et parallèlement à la voie ferrée Montmorillon-Lussac-les-Châteaux,. Les baraquements forment trois rangées ; ils sont construits en parpaings de ciment et couverts de toits de tôle en fibrociment. En 1944, les Allemands y stockaient de la cheddite, un explosif. Le 15 juillet, quatre P-38 Lightning (doubles queues) du 434e fight squadron, du 479e FG, à la recherche de cibles d’opportunité, attaquent le camp : lors de leur premier passage, ils mitraillent avec leurs quatre 12,7 mm et leur canon de 20 mm. Au deuxième passage, l’un d’eux largue sa bombe ; l’une d’elles fait exploser un stock d’explosif, et l’explosion touche le P-38 qui suivait celui qui lâcha la bombe. L’avion hors d’état est posé en catastrophe à Concise (commune de Montmorillon) par son pilote, qui est évacué par la Résistance.

## Politique et administration

### intercommunalité
Sillars dépend de la Sous-Préfecture de la Vienne à Montmorillon.

### Liste des maires
| Période       | Période       | Identité           | Étiquette | Qualité        |
| ------------- | ------------- | ------------------ | --------- | -------------- |
| 1944          | 1970          | Jules Lebeau       |           |                |
| 1970          | 1971          | Benjamin Dupuis    |           |                |
| 1971          | 1989          | René Bouloux       |           |                |
| 1989          | 2001          | Marie Claire Braud |           |                |
| mars 2001     | 2008          | Yves Vergnaud      |           |                |
| mars 2008     | novembre 2009 | Arlette Martinière |           | démissionnaire |
| novembre 2009 |               | Maryvonne Tavilien |           |                |

Patrick Royer élu maire de Sillars en octobre 2015, à la suite de la démission de Maryvonne Tavilien.

### Instances judiciaires et administratives
La commune relève du tribunal d'instance de Poitiers, du tribunal de grande instance de Poitiers, de la cour d'appel  de Poitiers, du tribunal pour enfants de Poitiers, du conseil de prud'hommes de Poitiers, du tribunal de commerce de Poitiers, du tribunal administratif de Poitiers et de la cour administrative d'appel  de  Bordeaux, du tribunal des pensions de Poitiers, du tribunal des affaires de la Sécurité sociale de la Vienne, de la cour d’assises de la Vienne.

### Services publics
Les réformes successives de La Poste ont conduit à la fermeture de nombreux bureaux de poste ou à leur transformation en simple relais. Toutefois, la commune a pu maintenir le sien.

### Politique environnementale

#### Traitement des déchets et économie circulaire
La commune abrite l'un des trois centres de tri des déchets ménagers du département de la Vienne. Sa capacité est de 12 000 tonnes par an alors que pour l'ensemble des trois centres du département, elle est de 30 000 tonnes par an en 2011. Elle accueille aussi l'un des 11 centres de compostage des déchets organiques du département. Le tonnage annuel est de  7 500 tonnes alors que pour l'ensemble des équipements du département, il est de 175 050 tonnes.

#### Fleurissement
Dans son palmarès 2024, le Conseil national de villes et villages fleuris de France a attribué une fleur à la commune.

## Population et société

### Démographie
L'évolution du nombre d'habitants est connue à travers les recensements de la population effectués dans la commune depuis 1793. Pour les communes de moins de 10 000 habitants, une enquête de recensement portant sur toute la population est réalisée tous les cinq ans, les populations de référence des années intermédiaires étant quant à elles estimées par interpolation ou extrapolation. Pour la commune, le premier recensement exhaustif entrant dans le cadre du nouveau dispositif a été réalisé en 2004.

En 2022, la commune comptait 571 habitants, en évolution de −7,9 % par rapport à 2016 (Vienne : +0,6 %, France hors Mayotte : +2,11 %).
| 1793 | 1800 | 1806 | 1821 | 1831 | 1836 | 1841 | 1846  | 1851  |
| ---- | ---- | ---- | ---- | ---- | ---- | ---- | ----- | ----- |
| 760  | 752  | 816  | 880  | 937  | 998  | 956  | 1 047 | 1 032 |

| 1856  | 1861  | 1866  | 1872  | 1876  | 1881  | 1886  | 1891  | 1896  |
| ----- | ----- | ----- | ----- | ----- | ----- | ----- | ----- | ----- |
| 1 058 | 1 018 | 1 016 | 1 074 | 1 125 | 1 075 | 1 069 | 1 062 | 1 024 |

| 1901  | 1906  | 1911  | 1921 | 1926 | 1931 | 1936 | 1946 | 1954 |
| ----- | ----- | ----- | ---- | ---- | ---- | ---- | ---- | ---- |
| 1 020 | 1 005 | 1 010 | 869  | 920  | 889  | 870  | 827  | 822  |

| 1962 | 1968 | 1975 | 1982 | 1990 | 1999 | 2004 | 2006 | 2009 |
| ---- | ---- | ---- | ---- | ---- | ---- | ---- | ---- | ---- |
| 793  | 716  | 656  | 657  | 610  | 594  | 606  | 593  | 620  |

| 2014 | 2019 | 2022 | - | - | - | - | - | - |
| ---- | ---- | ---- | - | - | - | - | - | - |
| 634  | 593  | 571  | - | - | - | - | - | - |

En 2022, selon l'Insee, la densité de population de la commune était de 9,4 hab./km2, contre 62,8 hab./km2 pour le département, 83,6 hab./km2 pour la région Occitanie et 107,1 hab./km2 pour la France.
Les dernières statistiques démographiques pour la commune de Sillars ont été fixées en 2009 et publiées en 2012. Il ressort que la mairie administre une population totale de 642 personnes. À cela il faut soustraire les résidences secondaires (22 personnes) pour constater que la population permanente sur le territoire de la commune est de 620 habitants.
La répartition par sexe de la population est, selon l'Insee, la suivante :
- en 1999 : 52,2 % d'hommes et 47,8 % de femmes ;
- en 2004 : 51 % d'hommes et 49 % de femmes ;
- en 2010 : 52,8 % d'hommes et 47,2 % de femmes.

En 2004, selon l'Insee :
- le nombre de célibataires était de 27,7 % dans la population ;
- les couples mariés représentaient 58,2 % de la population ;
- les divorcés représentaient 6,2 % de la population.
- le nombre de veuves et veufs était de 7,8 %.

### Enseignement
La commune de Sillars dépend de l'Académie de Poitiers et son école primaire publique dépend de l'Inspection académique de la Vienne.

## Économie

### Agriculture
Selon la Direction régionale de l'Alimentation, de l'Agriculture et de la Forêt de Poitou-Charentes, il n'y a plus que 34 exploitations agricoles en 2010 contre 40 en 2000.
Les surfaces agricoles utilisées ont un peu diminué et sont passées de 4 560 hectares en 2000 à 4 539 hectares en 2010. Ces chiffres indiquent une concentration des terres sur un nombre plus faible d’exploitations. Cette tendance est conforme à l’évolution  constatée sur tout le département de la Vienne puisque de 2000 à 2007, chaque exploitation a gagné en moyenne 20 hectares.
42 % des surfaces agricoles sont destinées à la culture des céréales (blé tendre essentiellement mais aussi orges et maïs), 14 % pour les oléagineux (colza et tournesol), 35 % pour le fourrage et 4 % reste en herbes. En 2000,2 hectares (0 en 2010) sont consacrés à la vigne.
14 exploitations en 2010 (contre 17 en 2000) abritent un élevage important en extension de bovins (2 642 têtes en 2010 contre 2 304 têtes en 2000). C’est un des troupeaux de bovins les plus importants de la Vienne qui rassemblent 48 000 têtes en 2011.
12 exploitations en 2010 (contre 19 en 2000) abritent un élevage d'ovins en diminution (2 499 têtes en 2010 contre 3 295 têtes en 2000). La baisse du nombre de têtes des troupeaux de la commune est conforme à la tendance globale du département de la Vienne. En effet, le troupeau d’ovins, exclusivement destiné à la production de viande, a diminué de 43,7 % de 1990 à 2007. En 2011, le nombre de têtes dans le département de la Vienne était de 214 300.
L'élevage de volailles et l'élevage de chèvres ont disparu en 2010 (respectivement 3 235 têtes sur 9 fermes et 204 têtes sur 3 exploitations en 2000).
Il y a un élevage de porcs de 480 têtes.
La transformation de la production agricole est de qualité et permet aux exploitants d’avoir droit, sous conditions, aux appellations et labels suivants :
- Beurre Charente-Poitou (AOC)
- Beurre des Charente (AOC)
- Beurre des Deux-Sèvres (AOC)
- Veau du Limousin (IGP)
- Agneau du Poitou-Charentes (IGP)
- Porc du Limousin (IGP)
- Jambon de Bayonne (IGP)

### Activité industrielle et de service
Commune rurale composée principalement d'exploitations agricoles, elle accueille néanmoins plusieurs sociétés majeures :
- l’éco-pôle du SIMER (Syndicat interdépartemental mixte pour l’équipement rural) : situé à côté de l'ancien terrain militaire, le centre de tri des déchets ouvre en septembre 2005 ; il collecte et trie les ordures ménagères de plusieurs communautés de communes de la Vienne (Montmorillon, Civray, Gencay, Lussac-les-Châteaux, Couhé...) et emploie une centaine de personnes ;
- le groupe MEAC SAS, avec une carrière d'extraction de dolomie (dont le sous-sol de la commune est riche) situé en sortie du centre-bourg ;
- le groupe Lavaux SA, avec également une carrière d'extraction de dolomie, situé en face de la société MEAC.

### Emploi et activité
Le taux de chômage en 2004 était de 7,3 % et en 1999 il était de 13,8 %.
Les retraités et les préretraités représentaient 22,4 % de la population en 2004 et 18,9 % en 1999.
Le taux d'activité était de 70,2 % en 2004 et de 69,9 % en 1999.

## Culture locale et patrimoine

### Lieux et monuments

#### Patrimoine religieux
- Église Saint Félix, de type roman. Elle apparaît dans les textes vers 1090. Elle a été entièrement restaurée au XIXe siècle. Un nouveau clocher est construit en 1875. Un nouveau chœur est édifié en 1890. La voûte s'appuie sur des culs-de-lampe du début du XIIe siècle. Ils représentent des têtes de femmes à l'ouest et des têtes d'hommes à l'est. Les culots ont été peints au XIXe siècle. Au sud, les armes des châtelains de Sillars sont sculptées sur le linteau de la porte latérale. Les vitraux ont été brisés par une explosion en 1944. Elle est inscrite à l'Inventaire général du patrimoine culturel[45].
- La chapelle de Cherchillé est une ancienne chapelle d'un prieuré qui a été entièrement démolie. La chapelle a été reconstruite au XIXe siècle. Elle est dédiée à saint Marc. Un peu plus bas, dans les bois, se trouve une source qui était très fréquentée par les pèlerins. En effet, la tradition populaire prêtait aux eaux de la source, la possibilité de guérir les maux les plus divers d'où, d'ailleurs, son nom de Font-Malade. Sur le bord de la pierre de l'autel sont visibles de multiples entailles faites au couteau pour mélanger la poudre ainsi obtenue avec l'eau de la fontaine.

#### Patrimoine civil
- Dolmen de la Bastière I, qui est situé en bordure de la D727 non loin de l'Eco-pôle et qui est inscrit comme monument historique 1984.

#### Patrimoine naturel
La commune possède un riche patrimoine naturelle. Elle abrite huit zones naturelles d'intérêt écologique, faunistique et floristique(ZNIEFF)  qui couvrent 33 % de la surface communale :
- l'étang de Clossac,
- la forêt de Lussac,
- le bois des Chirons,
- les Buttes de Lalœuf,
- les Buttes de la Bastiere,
- la tourbière du Pont,
- le Champ des Brandes,
- le bois de l'Hospice.

Deux espaces naturels de la commune bénéficient de protections issues d'engagements internationaux relevant de la directive habitats-faune-flore. Ces espaces représentent 27 % de la surface communale et il s'agit du bois de l'Hospice et de l'étang de Beaufour et de ses environs. Elles sont aussi classées par la Directive oiseaux qui assure la protection des oiseaux sauvages et de leurs biotopes. Elles sont classées Zone Importante pour la Conservation des Oiseaux (ZICO)
Trois sites sont, aussi, considérés comme des espaces naturels sensibles (ENS).Ils couvrent moins de 1% de la surface communale:
- les Brandes de Soulage,
- les landes et les pelouses de Lussac et Sillars,
- l'étang de la Roche.

La Vallée de la Gartempe a été classée en tant que monument naturel.

##### L'étang de Clossac
L’étang de Clossac est un site classé zone d’intérêt écologique, faunistique et floristique. L’étang est situé à quelques kilomètres à l’ouest de Montmorillon. La zone classée englobe l’étang et ses abords immédiats qui sont  situés sur un plateau d’altitude modeste, dans un paysage semi-ouvert de bocage. Les sols sont acides et plus ou moins imperméables. Ce sont des "terres de brandes". Ce sont des terres pauvres qui sont par conséquent à faible potentiel agricole et traditionnellement exploités en prairies permanentes pour l’élevage des moutons. De nombreux plans d’eau parsèment ces terres médiocres où des opérations de drainage visent toutefois de plus en plus à remplacer les anciennes prairies par des cultures plus rentables. L’étang de Clossac reste toutefois l’un des moins artificialisés d’entre eux. Il  offre encore une riche palette de milieux aquatiques et palustres. Les eaux du lac sont peu riches en substances nutritives. Elles sont acides et elles connaissent de fortes fluctuations saisonnières de niveau. Ainsi, en été et au début de l’automne, de larges vasières se créent qui sont  ceinturées par des roseaux ou de grandes laîches. Avec, les saulaies riveraines et  les prairies périphériques, l’ensemble constitue ainsi une  mosaïque d’habitats humides qui attire une riche avifaune aquatique.
L’étang permet la nidification de plusieurs espèces  qui sont peu communes sur le territoire de la région Poitou-Charentes comme le grèbe huppé, un oiseau qui affectionne plus particulièrement les grandes pièces d’eau aux rives fortement végétalisées. De même, on peut observer la présence de  diverses fauvettes comme le phragmite des joncs. Enfin, les prairies des alentours abritent encore une riche population de vanneau huppé et, surtout, de courlis cendré, un grand limicole lié aux espaces constitués de prairies humides et dont la population régionale est en fort déclin.
Durant la période hivernale, ainsi que lors des migrations de printemps et d’automne, l’étang et ses rives accueillent également de nombreux oiseaux d’eau de passage : des oies et des canards de diverses espèces. Des  petits et des grands échassiers y font aussi des haltes plus ou moins prolongées pour se reposer ou s’alimenter. À cette époque, l’étang de Clossac est un des rares sites régionaux à accueillir par exemple des grues cendrées.
La nature semi-ouverte du paysage, ainsi que la concentration de nombreuses proies sur une faible surface, attire par ailleurs plusieurs espèces de rapaces nichant à proximité de la zone, comme le milan noir ou le busard Saint-Martin.
Un amateur ornithologue pourra aussi observer le bruant des roseaux, le combattant varié, le grèbe castagneux, la huppe fasciée, le martin-pêcheur, le râle d'eau ou la rousserolle effarvatte.

##### La forêt de Lussac
La forêt de Lussac est un massif forestier de près de 500 hectares qui occupe un plateau dont l’altitude voisine entre 120 à 140 m. C’est une zone classée d’intérêt écologique, faunistique et floristique. Elle est située sur les communes de Civaux et de Lussac-les-Châteaux. Elle est parcourue, en son centre, par un vallon au modelé modeste. C’est le vallon de Pérofin.
La forêt de Lussac domine la rive gauche de la vallée de la Vienne de près de 70 mètres. Ses versants pentus  forment localement des escarpements. Les sols du plateau, issus du remaniement d’argiles déposées au Tertiaire, sont profonds, acides et hydromorphes. Ils sont couramment dénommés  «bornais». Ils sont recouverts par une chênaie sessiliflore où le Hêtre apparaît de façon diffuse. Sur les pentes où affleurent les calcaires dolomitiques du Jurassique, la chênaie-charmaie domine. Au niveau des escarpements où le sol est le plus superficiel, la chênaie pubescente thermophile s’est largement installée.
Dans l’angle nord-est de la forêt, le secteur des Grandes Brandes abrite plus de 500 excavations qui sont le témoignage de l’ancienne exploitation de pierre meulière. Ces excavations forment, de nos jours, des mares qui sont entourées de lambeaux de lande haute à Bruyère à balais en voie de boisement.
La forêt de Lussac offre, grâce à la diversité de ses milieux forestiers et à l’originalité de certains de ses habitats (mares des Grandes Brandes, notamment), une grande richesse biologique qui a justifié son classement.
La forêt de Lussac héberge une riche communauté de rapaces forestiers menacés en Europe. Elle abrite également plusieurs passereaux forestiers et landicoles rares comme le Gros-bec casse-noyaux ou la Fauvette pitchou. Il est donc possible de découvrir:
- Bondrée apivore.
- Bouvreuil pivoine.
- Bruant des roseaux.
- Busard cendré.
- Busard Saint-Martin. C'est un élégant rapace gris pâle des landes et des forêts ouvertes;
- Faucon hobereau.
- Fauvette pitchou.
- Gros-bec casse-noyaux.
- Locustelle tachetée.
- Mésange huppée.
- Milan noir.
- Pouillot siffleur.
- Râle d'eau.

Les mares des Grandes Brandes constituent un site de reproduction important pour de nombreux amphibiens menacés : on y observe notamment la présence de deux grandes espèces de tritons – le Triton crêté et le Triton marbré - accompagnés ici de leur hybride, le Triton de Blasius, ainsi que plusieurs espèces globalement rares en région Poitou-Charentes comme le Crapaud calamite, la Grenouille de Lesson, la Rainette verte, le Pélodyte ponctué.
La zone est aussi très riche en plantes protégées. Dans le vallon, se localisent de grandes raretés comme le Lis martagon qui est, ici, tout proche de sa limite nord-occidentale en France. On trouve, aussi, la Laîche ombreuse. C'est son unique habitat dans le département de la Vienne. Sur le plateau, la plante la  plus remarquable est la Calamagrostide faux-roseau. C'est une graminée montagnarde qui n’existe pas dans un autre endroit de la région Poitou-Charentes. Le pourtour des mares aux eaux pauvres en substances nutritives abrite également une flore rare et spécialisée, où se remarque surtout la Pilulaire à globules, une petite fougère semi-aquatique aux curieuses fructifications en forme de noisettes.
- Calamagrostide faux-roseau.
- Canche sétacée.
- Cicendie naine.
- Corydale à bulbe plein.
- Hêtre d’Europe.
- Laîche des montagnes.
- Laîche ombreuse. Cette plante fait l’objet d’une protection au niveau national.
- Laîche puce.
- Lis martagon. C'est une Liliacée. Sa tige est haute jusqu’à 1,5 mètre. Elle s’orne d’une grappe de grandes fleurs rose violacé ponctuées de pourpre et qui penchent vers le sol. Elle possède en effet un tempérament montagnard qui lui fait éviter presque totalement les plaines atlantiques où elle ne peut subsister que dans des stations au microclimat particulier. Cette plante fait l’objet d’une protection au niveau national.
- Marguerite en corymbe.
- Orpin rougeâtre.
- Pissenlit des marais.
- Porcelle à feuilles tachetées. Cette plante fait l’objet d’une protection au niveau national.
- Scille à deux feuilles. C'est une Liliacée bulbeuse de taille  modeste car elle n'est haute que de 10 à 25 cm. Elle possède de petites fleurs bleues disposées en grappes lâches.
- Vesce de Poméranie. Cette plante fait l’objet d’une protection au niveau national.

##### Le bois des Chirons
Le bois des Chirons est situé non loin de la lisière Est de la forêt de Lussac. Il s’étend dans un vallon au fond duquel s’écoule un ruisseau temporaire. Le vallon donne dans la vallée du ruisseau de Villeneuve qui est un petit affluent de la Vienne.
Les essences du boisement sont le chêne pédonculé, le charme, et l’érable champêtre. La strate herbacée est caractérisée, quant à elle, par des plantes bulbeuses comme la Jacinthe des bois et l’Ornithogale des Pyrénées. Elles sont mêlées à des espèces qui poussent sur des sols calcaires assez secs comme l’Hellébore fétide. En bas des pentes, sur les berges du ruisseau, une aulnaie à Laîche pendante remplace la chênaie-charmaie.
L’élément botanique majeur du bois des Chirons, qui a justifié son classement et sa protection, est la présence du Lis martagon. C’est  une plante montagnarde des Alpes, des Pyrénées et du Massif central. Elle devient, rarissime dans les plaines de l’Ouest de la France en dessous de 300 m. Le Lis martagon est une plante très rare en Poitou-Charentes où les seuls lieux où elle a été recensée - sauf un - sont tous situés dans le département de la Vienne à l’est de la Vienne, comme en forêt de Lussac. Dans le bois des Chirons, la plante est remarquablement abondante puisque, lors de la découverte du site au début des années 1980, près de 1 000 pieds étaient recensés. Une exploitation récente du bois  (au cours de la première décennie des années 2000) semble avoir fait régresser l’espèce qui possède encore néanmoins plusieurs centaines d’individus. Comme dans les autres localités régionales, seule une faible fraction - environ 10 % - de ces pieds fleurit chaque année, témoignant probablement des conditions écologiques limites pour cette espèce située ici à moins de 100 m d’altitude.

##### La butte de Lalœuf
La Butte de Lalœuf est située à quelques kilomètres au Nord-Est de Lussac-les-Châteaux. C’est un  promontoire au faible modelé localisé au niveau de la confluence des ruisseaux d’Artiges et de Villeneuve. Toute cette petite région, située entre Lussac-les-Châteaux et Montmorillon, présente une particularité géologique unique dans tout le Poitou : l’existence de la dolomite qui est un minéral où le calcium est associé à du magnésium. Le substrat ainsi constitué est très meuble et donne, par altération, un sol sableux et calcaire, très perméable où se développe une flore particulière. Le calcaire dolomitique a fait l’objet dans la région de Lussac-les-Châteaux d’une intense exploitation. Il a été, en effet, utilisé comme amendement agricole depuis longtemps. Les nombreuses petites carrières disséminées dans tout le secteur sont les témoins de cette activité industrielle ou préindustrielle. De ce fait, les zones où il affleure encore de nos jours sont devenues rares. La Butte de Lalœuf est un des derniers sites relativement intacts.
Une végétation spécifique pousse sur ce sol: des pelouses sèches, plus ou moins denses et  parfois discontinues quand des dalles rocheuses affleurent. Ces pelouses  abritent une flore originale où poussent plusieurs espèces rares en Poitou qui ont justifié le classement et la protection de la Butte de Lalœuf. Cette protection est d’autant plus nécessaire que des dégradations ont été constatées au cours de ces dernières décennies : exploitation des sables dans la partie Est, envahissement par le pâturage des bovins, fertilisation des pelouses par épandage de fumier, prolifération des lapins de garenne.
Or la Butte de Lalœuf est un conservatoire de la flore caractéristique des sables dolomitiques. Ainsi, ont été rencensées sur le site: 
- la Sabline des chaumes qui est une petite Caryophyllacée annuelle. C’est une plante endémique française qui n’existe dans aucun autre pays au monde et, est à ce titre, protégée officiellement dans toute la France.
- quelques pieds d’Anémone pulsatille. Cette renonculacée aux grandes fleurs violacées qui s’épanouissent au printemps, est très rare en Poitou. Elle bénéficie d’une protection officielle.
- la Renoncule à feuilles de graminée. C’est une plante propre aux pelouses calcicoles. Elle est partout très disséminée et rare. Sa présence est, toutefois, abondante sur la butte, ce qui est remarquable.
- le Silène conique. C’est une plante normalement propre aux dunes littorales. De ce fait, sa présence à l’intérieur des terres est rarissime et exceptionnelle. Elle est toujours localisée sur des affleurements sableux et calcaires.
- le Bugle de Genève,
- la Bugrane naine,
- l’Hutchinsie des rochers.

Les observations réalisées par les ornithologues  sur le site de la Butte de Lalœuf ont révélé la présence de l’Œdicnème criard, un oiseau menacé en Europe.

##### Les Buttes de la Bastière
Les Buttes de la Bastière correspondent à une zone d’affleurement de calcaire dolomitique.  Sillars, Lussac-les-Châteaux et Verrières (Vienne) sont les seules communes de toute la Région Poitou-Charentesà posséder de tels gisements. Il s’agit de deux buttes-témoins ancrées sur des bancs rocheux qui ont résisté à l’érosion. Les versants sont en pente douce et ils sont couverts de pelouses sèches. Le site est connu des botanistes depuis la fin du XIXe siècle. Il a classé en 1985. Toutefois, ce classement n’a pas permis de le  protéger totalement  des interventions humaines : arasement de la butte nord-est pour l’exploitation des sables, plantations de résineux, aménagement d’un chemin d’exploitation entaillant le flanc sud-ouest, drainage de la petite zone humide qui séparait la butte des Roches de la Bastière des suivantes. Ces interventions ont imposé une révision de la superficie de la zone protégée qui a donc fortement diminué.
Par ailleurs, les conséquences sur l’avifaune ont été désastreuses. En effet, au début des années 1980, des inventaires ornithologiques avaient mis en évidence la présence  cinq espèces d’oiseaux protégés en France : l’Outarde canepetière et l’ Œdicnème criard qui nichaient sur la zone; deux passereaux le Pipit rousseline et le Traquet motteux qui vivent dans des  milieux secs et ouverts. Ces espèces ont disparu de nos jours, ainsi que Bruant des roseaux.
Toutefois, le maintien actuel de son classement se justifie par la présence de  sept plantes rares: l’ Anémone pulsatille, le Bugle de Genève, l’ Hutchinsie des rochers, l’Ophrys sillonné, la Phalangère rameuse, la Renoncule à feuilles de graminée et la Sabline des chaumes. En revanche, l’Orchis élevé  n’a plus été recensé depuis le drainage de la zone humide et est peut-être disparu.

##### Le site du bois de l'Hospice, de l’étang de Beaufour et des environs
Cette zone classée englobe un vaste secteur appartenant à la région naturelle des Brandes du Montmorillonais. Elle est centrée sur un massif forestier de 400 hectares : le bois de l’Hospice (voir article précédent). Mais, elle englobe également un étang ancien bordé d’une roselière. Ces deux sites sont entourés d’un bocage ouvert où les prairies maigres sont historiquement vouées au pâturage ovin. Cette zone est à cheval sur le territoire de quatre communes: Moulismes, Persac, Saulgé et Sillars.
Ce site est particulièrement remarquable pour son avifaune: 55 espèces font l’objet d’une protection sur tout le territoire français. En outre, sur ces 55 espèces, 31 sont menacées dans toute l’Europe de l’Ouest. Les rapaces et les oiseaux d’eau - canards, grands et petits échassiers - sont les mieux représentés. L’étang et ses alentours constituent un lieu privilégié de repos, de halte migratoire et d’hivernage pour de nombreux oiseaux d’eau, alors que les haies du bocage environnant abritent plusieurs espèces de pies-grièches.
- Alouette lulu qui bénéficie d’une protection sur le sol français,
- Autour des palombes, une espèce rare en France et dont la population totale n’excède pas 3 000 couples. Il a longtemps été persécuté par l’homme en raison de sa prédilection pour les oiseaux de bassecour et, plus particulièrement, les pigeons domestiques, dont la capture était plus aisée que ses proies sauvages (geais, pigeons, tourterelles, corneilles),
- Balbuzard pêcheur qui bénéficie d’une protection sur le sol français,
- Bondrée apivore qui bénéficie d’une protection sur le sol français,
- Bouvreuil pivoine, une espèce normalement plutôt nordique et "montagnarde", très disséminée en région Poitou-Charentes.
- Bruant des roseaux,
- Busard cendré qui bénéficie d’une protection sur le sol français,
- Busard des roseaux qui bénéficie d’une protection sur le sol français,
- Busard Saint-Martin  qui bénéficie d’une protection sur le sol français. C’est un élégant rapace gris des landes et des forêts ouvertes,
- Butor étoilé qui bénéficie d’une protection sur le sol français,
- Canard chipeau,
- Canard colvert,
- Canard souchet,
- Cigogne noire qui bénéficie d’une protection sur le sol français,
- Circaète Jean-le-blanc qui bénéficie d’une protection sur le sol français,
- Combattant varié,
- Courlis cendré,
- Engoulevent d’Europe qui bénéficie d’une protection sur le sol français,
- Faucon hobereau,
- Faucon pèlerin qui bénéficie d’une protection sur le sol français,
- Fauvette pitchou qui bénéficie d’une protection sur le sol français,
- Fuligule milouin,
- Garrot à œil d'or,
- Grande Aigrette qui bénéficie d’une protection sur le sol français,
- Grèbe à cou noir,
- Grèbe castagneux,
- Grèbe huppé,
- Gros-bec casse-noyaux qui un passereau au régime alimentaire original constitué par les akènes, graines et baies de divers arbres et arbustes,
- Grue cendrée qui bénéficie d’une protection sur le sol français,
- Héron pourpré qui bénéficie d’une protection sur le sol français,
- Huppe fasciée,
- Locustelle luscinioide qui bénéficie d’une protection sur le sol français,
- Locustelle tachetée,
- Martin-pêcheur qui bénéficie d’une protection sur le sol français,
- Mésange huppée,
- Milan noir qui bénéficie d’une protection sur le sol français,
- Moineau friquet,
- Œdicnème criard qui bénéficie d’une protection sur le sol français,
- Outarde canepetière,
- Petit Gravelot qui bénéficie d’une protection sur le sol français,
- Phragmite des joncs,
- Pic noir qui bénéficie d’une protection sur le sol français,
- Pie-grièche à tête rousse,
- Pie-grièche écorcheur qui bénéficie d’une protection sur le sol français,

En dehors de l’aspect ornithologique, le site est aussi un conservatoire pour d’autres animaux. Ainsi, la Martre, un hôte rare des forêts de la région a pu être recensé, alors que les batraciens sont représentés par la Grenouille rousse, une espèce peu fréquente.
Les sols sont dans leur grande majorité argilo-sableux et localement hydromorphes. Ils deviennent progressivement calcaires et plus secs au nord-ouest site. Le site abrite plusieurs micro-habitats qui ne couvrent plus que de faibles surfaces mais qui hébergent encore un important patrimoine végétal comme pour les sources tourbeuses. Ainsi, 36 espèces végétales rares ont été recensées de la zone :
- Achillée sternutatoire,
- Avoine de Thore est une grande Graminée originaire de la péninsule ibérique et qui se trouve ici aux marges septentrionales de son aire de répartition. Elle a été découverte en 1850 par le botaniste anglais James Lloyd, auteur d’une très importante  « Flore de l’Ouest de la France ».
- Bartsie visqueuse,
- Blechnum en épi,
- Calamagrostide faux-roseau est une espèce montagnarde rarissime dans les plaines atlantiques et qui se maintient là depuis sa découverte vers le milieu du XIXe siècle par les botanistes.  On peut trouver cette plante en forêt de Lussac.
- Centenille naine,
- Cicendie filiforme,
- Cicendie fluette,
- Cresson rude,
- Droséra à feuilles rondes,
- Dryoptéris étalé,
- Gaillet fragile,
- Grassette du Portugal,
- Jonc en têtes,
- Laîche en étoile,
- Laîche filiforme qui se trouve autour de l’étang de Beaufour. Cette cariçaie trouve ici sa deuxième localisation en Poitou-Charentes. C’est avant tout une espèce nord-européenne et montagnarde,
- Laîche lisse,
- Laîche puce,
- Laser à feuilles larges,
- Linaigrette à feuilles étroites: c’est une Cypéracée inféodée aux tourbières et bas-marais acides, devenues rarissimes dans la région poitevine avec la disparition des zones humides ;
- Ophrys sillonné,
- Orchis élevé,
- Orchis grenouille,
- Oseille maritime,
- Phalangère bicolore,
- Phalangère à fleurs de lis,
- Pilulaire à globules : c’est une petite fougère semi-aquatique aux curieuses fructifications en forme de noisette.
- Porcelle à feuilles tachetées,
- Potamot hétérophylle,
- Rhynchospore blanche : c’est une Cypéracée inféodée aux tourbières et bas-marais acides, devenues rarissimes dans la région poitevine avec la disparition des zones humides ;
- Saule à oreillettes,
- Scirpe ovale,
- Séneçon à feuilles d’adonis,
- Thélyptéris des marais,
- Utriculaire citrine,
- Violette laiteuse.

##### La tourbière du Pont
Entre Lussac-les-Châteaux et Montmorillon, la tourbière du Pont est une zone classée d’intérêt écologique, faunistique et floristique. Elle comprend un petit secteur de lande à bruyères situé de part et d’autre d’une route. Comme dans toute cette région, le substrat est une « terre de brande ».
Très humides en hiver et au début du printemps, devenant très secs au cours de l’été, ces terres médiocres ont été longtemps dévolus à l’élevage. Elles étaient incendiées régulièrement pour y favoriser la repousse de l’herbe nécessaire au nourrissage des animaux en pâture. Soumises aux mutations agricoles du XXe siècle et avec la disparition partielle du pâturage, ces landes à brande du Montmorillonnais ont pour la plupart disparu ou sont, pour certaines, retournées à la forêt dont elles étaient issues. La petite lande du Pont possède donc un témoin isolé des grands massifs de brande défrichés au cours des décennies passées.
Quatre mares aux eaux acides et pauvres en nutriments complètent ce petit ensemble. L’une d’elles étant occupée par un habitat d’un grand intérêt : la tourbière acide à sphaignes. Ce biotope original, répandu dans le nord de l’Europe et les moyennes montagnes, est très rare. La tourbière du Pont abrite huit espèces de plantes rares en Poitou. Ainsi, tant pour son histoire de l’évolution du paysage que pour son patrimoine végétal, le site doit être classé et protégé. En outre, les mares abritent des grenouilles (la Rainette verte) et des insectes (Leste dryade) faisant l'objet de protections.
Au titre des curiosités botaniques de la tourbière du Pont figurent notamment, trois espèces de plantes carnivores : les deux utriculaires sont des plantes aquatiques dont les feuilles immergées, fortement modifiées, possèdent de petites urnes munies d’un clapet et fonctionnant comme des pièges à micro-invertébrés. Le droséra, quant à lui, est une plante terrestre dont les feuilles sont couvertes de poils glanduleux où les petits insectes viennent s’engluer avant d’être littéralement digérés par des cellules spéciales situées dans l’épiderme du limbe. Dans les deux cas, il s’agit d’une adaptation à la survie dans des milieux très pauvres en nutriments.
Ces trois espèces carnivores sont accompagnées de diverses autres plantes remarquables, non pas tant par leur biologie que par leur répartition, essentiellement montagnarde : Linaigrette à feuilles étroites aux tiges coiffées de touffes cotonneuses et la ményanthe ou "trèfle d’eau", ainsi nommé en raison de ses feuilles divisées en trois grandes folioles ovales.

##### Le champ des Brandes
Le champ de Brandes est un site qui englobe deux étangs environnés de prairies naturelles. Les prairies sont encore entourées de bocage. Le site est à cheval sur le territoire des communes de Saulgé et de Sillars.
La géologie du sol du champ de Brandes est commune à tous les sols compris dans tout le triangle Lussac-les-Châteaux/Montmorillon/Moulismes : des épandages détritiques déposés à l’ ère Tertiaire lorsque toute la région n’était qu’un immense cône de déjection recevant les produits de l’érosion de la bordure Nord-Ouest du Massif central. Les sols sur cette roche mère sablo-argileuse sont acides et hydromorphes, plus ou moins profonds et présentent une charge irrégulière en galets de quartz.
Ce terrain était traditionnellement occupé par une mosaïque d’herbages et de landes voués au pâturage ovin. Or, cette région a subi de plein fouet les mutations agricoles des dernières décennies et de nombreuses prairies ont été reconverties en cultures céréalières intensives. Il ne subsiste plus, de nos jours, que quelques ilots faisant l’objet d’une exploitation agricole encore non intensive dont fait partie le champ des Brandes. Le site abrite, de ce fait, un échantillon encore significatif de la faune caractéristique de cet agro-écosystème composé de prairies calcifuges, d’étangs et de haies bocagères. Cette situation a justifié son classement et sa protection, d’autant plus nécessaire que depuis 1987, les nombreuses reconversions de prairies naturelles ont diminué par deux cette zone.
Les ornithologues ont pu recenser sur le site :
- le Courlis cendré. Cet oiseau, le plus grand limicole continental d’Europe de l’Ouest, à l’origine inféodé aux landes tourbeuses, s’est acclimaté aux prairies humides pâturées. Une quinzaine de couples nicheurs seulement est répertoriée pour tout le département de la Vienne. Cette espèce est au bord de l'extinction.
- le Vanneau huppé, dont 2 couples sont nicheurs sur la zone, est lié aux prairies humides du secteur.
- la Pie-grièche écorcheur est un gros passereau insectivore migrateur. Le maillage de haies arbustives qui ceinturent encore certaines parcelles constitue son habitat. Il est en fort déclin dans la région du fait des mutations de l’agriculture (remembrements, disparition des prairies pourvoyeuses d’insectes).
- le Busard cendré et le Busard Saint-Martin qui sont protégés sur tout le territoire national,
- la Caille des blés,
- le Fuligule milouin, une espèce d’oiseau d’eau peu répandue, un canard de la moitié nord de la France dont la population régionale n’excède pas la cinquantaine de couples.
- la Grèbe castagneux et la Grèbe huppé,
- le Moineau friquet,
- la Phragmite des joncs,
- le Râle d'eau.

##### Arbres remarquables
Selon l'Inventaire des arbres remarquables de Poitou-Charentes, il y a un arbre remarquable sur la commune qui est un orme champêtre situé au lieu-dit Le grand Malzac.

### Personnalités liées à la commune
- Paul de Ladmirault (1808-1898 à Sillars), général français du Second Empire. Il a été par deux fois Sénateur de la Vienne. Il demeurait au château de la Fouchardière de 1891 à sa mort.
- Le Capitaine Mangin dont le monument funéraire est sur la place du village.

## Sources